# Chiromachetes fergusoni
Espèce
Chiromachetes fergusoni est une espèce de scorpions de la famille des Hormuridae.

## Distribution
Cette espèce est endémique du Kerala en Inde. Elle se rencontre vers Thiruvananthapuram.

## Description
La femelle holotype mesure 100 mm.

## Étymologie
Cette espèce est nommée en l'honneur d'Harold S. Ferguson.

## Publication originale
- Pocock, 1899 : Diagnoses of some New Indian Arachnida. Journal of the Bombay Natural History Society, vol. 12, p. 744–753 (texte intégral).